# Australië op de Olympische Zomerspelen 1932

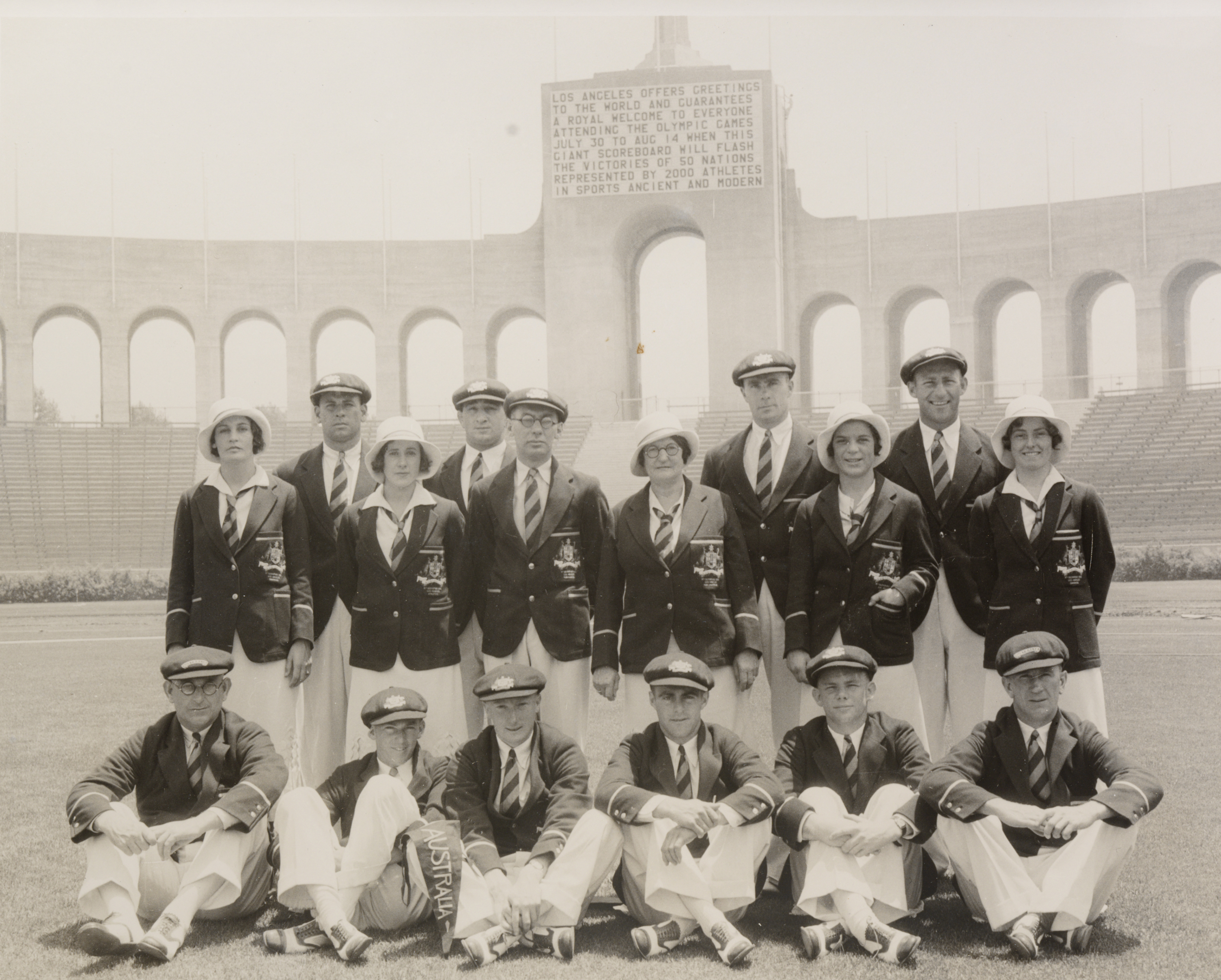
Australische team in 1932

Australië nam deel aan de Olympische Zomerspelen 1932 in Los Angeles, Verenigde Staten. Vanwege de Grote Depressie kon het slechts 12 sporters afvaardigen. Desondanks haalde het de 10e plaats in het medailleklassement.

## Medailles
| Sport       | Olympiër       | Discipline          | Medaille |
| ----------- | -------------- | ------------------- | -------- |
| Roeien      | Henry Pearce   | skiff (m)           | Goud     |
| Wielersport | Dunc Gray      | tijdrit (m)         | Goud     |
| Zwemmen     | Clare Dennis   | 200m schoolslag (v) | Goud     |
| Zwemmen     | Bonnie Mealing | 100m rugslag (v)    | Zilver   |
| Worstelen   | Eddie Scarf    | -87kg (m)           | Brons    |

## Deelnemers en resultaten

### Atletiek
| Olympiër       | Discipline     | Resultaat    | Prestatie                                                                                   |
| -------------- | -------------- | ------------ | ------------------------------------------------------------------------------------------- |
| George Golding | 400m (m)       | 6e           | serie 4: 2e in 49,0 kwartfinale 1: 3e in 48,6 halve finale 1: 3e in 48,0 finale: 6e in 48,8 |
| Bill Barwick   | 1500m (m)      | series       | serie 2: 7e in 4.03,5                                                                       |
| Alex Hillhouse | 5000m (m)      | 10e          | serie 1: 6e in 15.14,0 finale: 10e in 15.15,0                                               |
| George Golding | 400m horden(m) | halve finale | serie 4: 3e in 55,2 halve finale 1: 4e in 53,1                                              |
|                |                |              |                                                                                             |
| Eileen Wearne  | 100m (v)       | 15e          | serie 3: 4e in 12,5                                                                         |

### Kunstwedstrijden
| Olympiër    | Discipline | Resultaat | Prestatie |
| ----------- | ---------- | --------- | --------- |
| James Quinn | Schilderen | n.b       | onbekend  |

### Roeien
| Olympiër     | Discipline | Resultaat | Prestatie                                  |
| ------------ | ---------- | --------- | ------------------------------------------ |
| Henry Pearce | skiff (m)  | Goud      | serie 1: 1e in 7.27,0 finale: 1e in 7.44,4 |

### Wielersport
| Olympiër  | Discipline  | Resultaat | Prestatie                                                                                             |
| --------- | ----------- | --------- | --- |
| Dunc Gray | sprint (m)  | 4e        | serie 3: 1e in 13,2 kwartfinale 3: 1e in 12,9 halve finale 1: 2e bronzen finale: V van ITA Pellizzari |
| Dunc Gray | tijdrit (m) | Goud      | 1.13,0                                                                                                |

### Worstelen
| Olympiër    | Discipline | Resultaat | Prestatie                                                                            |
| ----------- | ---------- | --------- | ------------------------------------------------------------------------------------ |
| Eddie Scarf | -87kg (m)  | Brons     | 1e ronde: W van CAN Scarf 2e ronde: W van SWE Sjöstedt 3e ronde: V van USA Mehringer |

### Zwemmen
| Olympiër       | Discipline           | Resultaat | Prestatie                                                                  |
| -------------- | -------------------- | --------- | -------------------------------------------------------------------------- |
| Noel Ryan      | 100m vrije slag (m)  | 13e       | serie 4: 4e in 1.02,9                                                      |
| Boy Charlton   | 400m vrije slag (m)  | 6e        | serie 3: 1e in 4.59,8 halve finale 2: 3e in 5.02,1 finale: 6e in 4.58,6    |
| Noel Ryan      | 400m vrije slag (m)  | 8e        | serie 5: 1e in 5.01,9 halve finale 1: 5e in 4.59,7                         |
| Boy Charlton   | 1500m vrije slag (m) | 7e        | serie 2: 2e in 20.09,5 halve finale 2: 4e in 19.53,1                       |
| Noel Ryan      | 1500m vrije slag (m) | 4e        | serie 3: 2e in 20.12,6 halve finale 2: 3e in 19.52,5 finale: 4e in 19.45,1 |
|                |                      |           |                                                                            |
| Frances Bult   | 100m vrije slag (v)  | 5e        | serie 2: 3e in 1.11,4 halve finale 2: 2e in 1.10,2 finale: 5e in 1.09,9    |
| Frances Bult   | 400m vrije slag (v)  | 10e       | serie 3: 3e in 6.03,0                                                      |
| Bonnie Mealing | 100m rugslag (v)     | Zilver    | serie 1: 2e in 1.21,6 finale: 2e in 1.21,3                                 |
| Clare Dennis   | 200m schoolslag (v)  | Goud      | serie 1: 1e in 3.08,2 (OR) finale: 1e in 3.06,3 (OR)                       |

Argentinië · Australië · België · Brazilië · Brits-Indië · Canada · Colombia · Denemarken · Duitsland · Estland · Filipijnen · Finland · Frankrijk · Griekenland · Groot-Brittannië · Haïti · Hongarije · Ierland · Italië · Japan · Joegoslavië · Letland · Mexico · Nederland · Nieuw-Zeeland · Noorwegen · Oostenrijk · Polen · Portugal · Republiek China · Spanje · Tsjecho-Slowakije · Uruguay · Verenigde Staten · Zuid-Afrika · Zweden · Zwitserland